# Українсько-югославські відносини

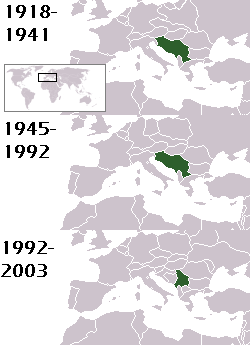
Розташування політичних утворень, відомих як Югославія. Кордони змінювалися впродовж років

Поняття українсько-югославські відносини охоплює культурні взаємини між українцями та народами Югославії у 1918—1991, а також політичні відносини між Україною та Федеративною Республікою Югославією у 1992—2003.
Югославія як держава виникла в 1918 після завершення Першої світової війни. Згодом її кордони і політичний устрій кількаразово змінювалися, аж поки в 2003 рештки Югославії було переформовано у Федерацію Сербії та Чорногорії, яка в 2006 розпалася на дві окремі держави (власне Чорногорію та Сербію).

## Історія

### Історичні зв'язки між Україною на Західними Балканами
Між південними слов'янами (зокрема сербами, хорватами, словенцями) й українцями завжди існували різноманітні жваві взаємини та взаємозв'язки, які датуються ще з часів Київської Русі і перших південнослов'янських держав. Вони тривали віками завдяки діяльності представників різних поколінь цих слов'янських народів, зокрема таких визначних діячів, як св. Сава Неманич, Ісая Сербин, Єлисей із Кам'янця Подільського, Андрій із Сянока, В. Никольський із Закарпаття, Л. Сербин, П. Серб Лоґотет, Д. Кантакузін, С. Бакачич та ін. Для національного відродження південнослов'янських народів у 17-19 ст. велику роль відіграли Києво-Печерська Лавра з друкарнею та Києво-Могилянська Академія. Серед діячів останньої у культурних зв'язках себе відзначили: М. Смотрицький, єпископ чернігівський Л. Баранович та його перекладач на серб. Г. С. Венцлович (Гаврило Стефановић Венцловић), Т. Прокопович, Е. Козачинський, митр. Р. Заборовський, а серед сербських вихованців Академії: митрополит Вікентій Йованович, Арсеній Стойков Тарбук, єпископ Симеон Кончаревич, Й. Раїч, Д. Новакович, Ґ. Зелич та ін. У 19 ст. на українсько-південнослов'янські зв'язки великий вплив мала творчість В. С. Караджича і Т. Шевченка. Більшість діячів, що торкалися обопільних взаємин, дотичні зокрема до караджичіани чи шевченкіани. Своїми творами чи дією цим взаєминам сприяли серед українців діячі «Руської Трійці», М. Максимович, О. Бодянський, А. Метлинський, М. Старицький («Сербські народні думи й пісні», 1875), С. Воробкевич, І. Рудченко, Ю. Федькович, О. Навроцький, М. Драгоманов, А. Желябов, Леся Українка, І. Франко, В. Антонович, М. Лисенко, Ф. Колесса, В. Гнатюк та ін. Порушували українську проблематику або перекладали з української літератури серед сербів: С. Новакович, С. Ранкович, Д. Ілич; серед хорватів: А. Харамбашич, А. Шеноа, В. Ягич; серед словенців: Й. Абрам.
Напередодні Першої світової війни український письменник і науковець М. Драй-Хмара мандрував (1913) південною Югославією, збираючи в бібліотеках та академіях Загреба й Белграда матеріали до студії про «Разговор угодни народа словинского» А. Качича-Міошича. А вже за першої війни В. Хома-Довський коштом Союзу Визволення України опублікував у Загребі (1916) брошуру «Україна і українці» сербохорватською мовою.
За революції і пізнішої громадянської війни (1917—1920) — за традицією давніх часів, коли немало південних слов'ян брало участь у боротьбі проти турецько-татарських наскоків у лавах запорозького козацтва та у національно-визвольних війнах під проводом Б. Хмельницького (такі відомі сербські імена, як Думитрашко, полковник брацлавський І. Сербин чи генеральний осавул В. Сербин, полковник переяславський Р. Дмитрашко-Раїч та ін.) чи коли під час визвольної боротьби сербів проти турецьких поневолювачів (1875—1978) поруч із сербами боролися багато українців (від командира партизанського загону В. Яновського, поета І. Манжури до актора і режисера М. Садовського, С. Крутя, Ф. Василевського та ін.) — багато добровольців і колишніх військовополонених австро-угорської армії з південнослов'янських народів брали активну участь у революції і українсько-совіцькій війні з одного чи іншого боку революційної течії (А. Дундич, Д. Сердич, С. Ратков, М. Чанак та ін.), міняючи часто і політичні кольори, і військові формації та переходячи з одного боку на інший.
Ще в середині 1916 в Одесі з колишніх військовополонених південних слов'ян створено дві сербські добровольчі дивізії, які боролися в Добруджі, а згодом перейшли до Солуня і увійшли до складу сербського війська. У червні 1917 в Україні почала діяти масова революційна організація південних слов'ян, колишніх військовополонених австро-угорської армії — Югослов'янський революційний союз, очолюваний Центральним Комітетом на чолі з М. Чанком. За час свого існування, до березня 1918, ЮРС мав у своєму складі близько 20 тис. осіб.
Подібно до ЮРС існувала Югославська рада робітничих і солдатських депутатів, теж масова революційна організація, створена 20 березня 1919 в Москві на загальних зборах південних слов'ян. Раду очолював виконком (голова — І. Микулич), який у червні-липні 1919 діяв у Києві, бо більшість військовополонених з Югославії перебувала в Україні.
Але в процесі докорінних змін у міжнародній політиці за повоєнних часів, створення т. зв. «санітарного кордону» ворожого до совєтів, дійшло до певного розриву між східними й південними слов'янами, зокрема між українцями з одного боку, і сербами, словенцями й хорватами — з другого. І зовнішня, і внутрішня політика Королівства Сербів, Хорватів і Словенців, відкрито антирадянська назовні й антикомуністична всередині, лише сприяла такому станові. З другого боку, Югославія стала притулком для тисяч (бл. 20) емігрантів з колишньої Російської імперії. Югославія стала центром їх духовного, релігійного і політичного життя. Багато з них відіграли потім значну роль у піднесенні зруйнованої війною Югославії, у розбудові югославської освіти, культури, охорони здоров'я та ін. галузей суспільного життя. Між ними було й багато українців, втікачів, військових і цивільних із лав білої російської армії та деяка частина діячів УНР і ЗУНР, гетьманців. Між ними: М. Чубинський, Є. Спекторський, А. Єлачич, генерал В. Науменко, генерал П. Кокунько, полковник В. Білий, інженер Богославський, П. Курганський, генерал Головко, генерал Саламаха. З уваги на великий вплив російської еміграції на югославський уряд і короля, українські емігранти залишилися у Югославії короткотривало, в дорозі до Західної Європи чи Америки. Ті, що залишилися, змішалися з російською еміграцією або розійшлися українськими поселеннями Воєводини, Боснії й Хорватії. Їхня діяльність зосереджувалася головно на культурному житті тих країв.

### ЗУНР/УНР та Королівство Сербів, Хорватів і Словенців
Деякі спроби розбудови контактів на державному рівні між Україною та Югославією роблено на початку 1919. Уряд ЗУНР мав місію у Белграді, що готувала ґрунт для нормальних дипломатичних зносин. Ніяких конкретних наслідків ті спроби не дали. З весни 1919 у Белграді перебувала українська військово-санітарна місія під проводом Вербинця. Його помічниками були П. Франко та В. Ганьківський. Югославія формально не визнавала українські місії, хоч допускала її діяльність у справах полонених і мала з нею ділові зносини. Після відходу Вербенця до Відня, місією у Белграді керував В. Ганьківський. Згодом місію очолив Д. Дорошенко, її перейменовано на місію українського Червоного Хреста на Балканах, вона існувала до кінця жовтня 1919, коли її перенесено до Бухареста. Місія налагоджувала транспортування українських полонених в Україну і допомагала біженцям.
У середині 1919 у Белграді засновано «Друштво Словенске Узаjамности» (Товариство слов'янської взаємности), в якому українців представляли Вербинець, П. Франко і В. Ганьківський. Це товариство видало у Белграді книжку: «Українське питання» (1919).

### Міжвоєнний період
У 1920—1945 pp. Сербська православна церква мала під своєю опікою українську православну громаду на Закарпатті і створила Православну Мукачівсько-Пряшівську парохію Сербської православної церкви, яку очолювали єпископ Доситей, з 1926 єпископ Іриней, єпископ Серафим, єпископ В. Раїч.
Югославські культурні і наукові кола підтримували зв'язки з українськими науковцями, зокрема з НТШ у Львові. З сербів і хорватів дійсними членами НТШ були обрані: А. Белич, В. Ягич, С. Бошкович, Й. Ерделянович, Й. Цвіїч, Т. Маретич, М. Решетар, Л. Стоянович, Б. Мілоєвич, В. Варічак, Д. Ґорянович-Крамберґер, Б. Попович, М. Петрович, Ф. Ілєшич, Ю. Шурмин, С. Новакович.
Під час міжнародної кризи довкола Карпатської України Югославія також звернула увагу на українське питання. Від 1938 до початку другої світової війни югославська преса уважно стежила за подіями в Карпатах, зокрема белградська «Политика» й інші газети. Журнал «Нова Европа» (редактор серб, письменник М. Чурчін) 1939 мав тематичний розділ «Малоруси й Україна», в якому друкувалися українські письменники і політичні діячі О. Шульгин, Д. Дорошенко, М. Андрусяк, А. Єлачич, П. Мітропан та ін.
На територію Югославії через Румунію дісталися сотні втікачів із Карпатської України. В Югославії вони знайшли прихильність югославського уряду й допомогу місцевого, зокрема українського, населення, яке відкрито висловлювало свої антиугорські настрої. Від 19 березня 1939 р. у Белграді тимчасово перебував президент Карпатської України А.Волошин. Разом із ним прибули: міністр освіти й новообраний голова сойму А. Штефан, політичний секретар президії І. Харак і посол та секретар сойму Л. Романюк. Крім них, іще 7 вищих урядовців та ін.; невдовзі вони перейшли до Чехо-Словаччини й Німеччини.
У 1938—1939 Рим призначив для адміністрування греко-католицької Мукачівської єпархії, більша частина якої була в Карпатській Україні, з осідком у Хусті, ординарія Крижевецької єпархії, громадянина Югославії єпископа Д. Нярадія.
У Белграді від 1939 р. під впливом зближення югославського уряду з нацистською Німеччиною почав виходити і журнал «За Україну», орган українського фашистського руху (редактор П. Полубинський).
Напередодні Другої світової війни під тиском обставин і загроз міжнародного характеру після розпаду т. зв. «Малої Антанти» й унедійснення «санітарного кордону», югославський уряд 24 червня 1940 р. встановив дипломатичні відносини з СРСР. Після «березневого путчу» (1941) новий коаліційний уряд Югославії під проводом генерала Симовича уклав з СРСР договір «Про дружбу і ненапад» (5 квітня 1941 р.), який не мав фактичного значення, бо вже 6 квітня 1941 р. німецьке військо вдерлося до Югославії.

### Післявоєнні відносини в рамках СРСР—Югославія
Післявоєнні взаємини Югославії з Україною зумовлені передусім настановами зовнішньої політики Югославії супроти СРСР як цілості. Перший після війни між Югославією і СРСР «Договір про дружбу, взаємну допомогу і післявоєнне співробітництво» був підписаний 11 квітня 1945 р. 1948 року відбувся розрив відносин; згодом їх було нормалізовано, що відображено в Декларації урядів СРСР і Югославії 2 квітня 1955 р. (Белград) та в Московській декларації про відносини КПРС і СКЮ (1956).
У рамках загальних культурних й економічних контактів траплялися і зв'язки УРСР із югославськими республіками, зокрема з Хорватією. На міжнародному ярмарку у Загребі (1961, 1974, 1980) УРСР представляла СРСР. У 1977 між Хорватією і Україною підписано домову як основу співпраці у економічній, науковій та культурній галузях; 1979 відбувалися дні української культури в Хорватії, а 1980 — дні хорватської культури в Україні.
Що стосується торгівлі, товарообміну тощо — все відбувалося в рамках міжнародних договорів між СССР і Югославією.
У вересні 1980 між СФРЮ і СРСР підписано довготермінову програму економічного і науково-технічного співробітництва на 1981—1990 р.

## Літературні взаємини
Після 1945 р. мовами народів Ю. перекладено й видано твори українських письменників Т. Шевченка, Марка Вовчка, І. Франка, М. Коцюбинського, Лесі Українки, В. Стефаника, О. Гончара, Ю. Яновського, М. Стельмаха, Л. Костенко, Д. Павличка та ін.
В УРСР опубліковано переклади творів:
- серб. письм.: П. Нєгоша, Б. Нушича, І. Андрича, Р. Домановича, С. Сремца, Д. Максимович, Б. Чопича;
- хорв. письм.: М. Крлежі, А. Шеноа, В. Новака;
- словенських письм.: Ф. Прешерна, І. Цанкар'я, О. Жупанчича;
- македонських письм.: С. Яневського та ін.

А. Менац (Заґреб) і А. Коваль (Київ) спільно видали у Заґребі «Українсько-хорватський або сербський словник» (1979). У рамках капітального вид. «Історії світової літератури», у 7 тт. (Заґреб, 1977) уміщено і широкий огляд проф. С. Суботіна — «українська література» (1977), який охопив історію української літератури від поч. до сьогодні.
Між Югославією й УРСР відбувався обмін мистецькими колективами й окремими виконавцями. В Україні гастролювали Словенський національний оперний театр м. Любляни, Юґославський камерний ансамбль, Ансамбль танцю «Коло», а також артисти М. Чангалович, О. Маринкович, М. Радев та ін.
В Ю. виступали актори Київського державного театру опери та балету ім. Т. Шевченка, хорові й танцювальні ансамблі тощо.
В УРСР гастролювали юґославські театри: Юґославський драматичний театр із Белграду (1956, 1965), Серб. нац. театр з Нового Саду (1966), Експериментальний театр «Ательє 212» із Белграду (1968), Чорногорський національний театр із Тітоґраду (1973). У Белградському міжнародн. фестивалі театру (БІТЕФ, 1982) брав участь Київ. українськ. драматичний театр ім. І. Франка з виставою «Украдене щастя» І. Франка у перекладі С. Дж. Рашковича. 1980 у Києві відбулася виставка хорв. скульптури.
«Кобзар» Т. Шевченка (Белград, 1969, Зренянін, 1980) упорядкував юґославський літературознавець українськ. походження П. Мітропан. У Пожаревці (1971) вийшла зб. творів Л. Українки «Ломикамен». 1980 Інститут літератури і мистецтва (Белград) та Матиця сербська і Серб. нар. театр з Нового Саду опублікували монографію В. Ерчича «Мануїл (Михаїл) Козачинський й його трагедокомедія». Вибір творів В. Голобородька поміщено в антології «Модерна світова поезія», І–II (переклад С. Рашковича; Белград, 1983).
Найбільший внесок у ділянку популяризації української літератури у Ю. дали відомі юґославські мистці й дослідники: П. Мітропан, С. Суботін, С. Гашпаревич, Йосип Бадалич, В. Недич, Десанка Максимович (лауреат премії ім. І. Франка, 1982), А. Флакер, Я. Модер, С. Шалі, Ф. Добровольц, Д. Давидов, Д. Медакович, М. Павич, А. Менац, Й. Грвачанін, Р. Бордон, Б. Крефт, Р. Пайкович, Д. Груїч, М. Ніколич, Ф. Вурнік, С. Рашкович.
У популяризацію літератури народів Югославії значний внесок зробили такі перекладачі й дослідники: Михайло Драй-Хмара, Майк Йогансен, М. Рильський, Л. Первомайський, В. Поліщук, О. Жолдак, А. Малишко, С. Панько, С. Сакидон, Д. Павличко, Р. Лубківський, Д. Паламарчук, А. Горецький, І. Ющук, А. Лисенко, З. Гончарук, Юрій Чикирисов, М. Гуць, Н. Непорожня, В. Гримич, Є. Пащенко, М. Лукаш, І. Айзеншток, А. Лірниченко, а серед дослідників: Олександр Білецький, Ф. Шевченко, І. Білодід. С. Дж. Рашкович.

## Українці в Югославії
Українці в Югославії, близько 40 тис., селилися як хлібороби головно в Бачці (Руський Керестур, 1745; Коцура, 1765; Новий Сад, 1780, Старий Вербас, 1848, Дюрдьово, 1870; Ґосподінці, 1870; Орахово, Кула, Новий Вербас, Боджяни — після 1945), у Сремі (Шід, 1800; Петрівці, 1836; Бачинці, 1850; Міклушевці, 1858; Беркасово, 1880; Сремська Митровиця, 1886; Раєво Село, 1889; Пішкоревці, 1900; Андрієвці, 1900; Інджія, 1946), у Славонії (Маґич Мала, Сібінь, 1900; Липовляни й Каніжа — після 1900) й півд.-зах. Боснії (Козарець б. Прієдора, 1890; Дев'ятина, 1898; Прнявор, Дервента, Камениця, Липениця, Хорвачани, Стара Дубрава, Лішня, Церовляни б. Боснійської Ґрадішки, Баня Лука, близько 1910).
Всі вони греко-католики, а щодо походження і говірки поділяються на 2 групи:
- бачвансько-срімських «русинів» (бл. 30 тис.), що почали селитися в підавстрійській Бачці від 1745 р., приходячи з комітатів Земплін, Боршод, Абауй і Шаріш, і на поч. 20 ст. піднесли свою перехідно-мішану українсько-східно-словацьку говірку до рівня літ. мови та вживають її сьогодні в школах, пресі й радіомовленні та церкві;
- боснійсько-славонських і бачванських українців (бл. 15 тис.), що переселилися сюди в 1898—1900-х pp. зі Східної Галичини й Лемківщини і в культ. житті користуються заг.-українськ. літ. мовою.

Політ. й екон. обставини за другої світової війни й після неї спричинили відплив деякої частини боснійських українців у Славонію (Вуковар, Петровці, Міклошевці), Срем (Інджія, Сремська Мітравіца) й Бачку (Боджяни, Кула, Новий Вербас, Змаєво, Савіно Село).
При перших поселенцях 18 ст. в Бачці йшлося про вільних селян, що осідали на держ. Ґрунтах за десятину й різні трудові зобов'язання; прийшли згодом, зокрема після скасування панщини 1848 р., нові переселенці, й заробітчани асимілювалися з мовного погляду серед перших поселенців, забезпечених створеними державою парафіями з правом на прицерковн школи; ця обставина врятувала поселенців перед поугорщенням чи посербщенням. Виселенці з цих перших осель та нові переселенці з Закарпаття створили дальші колонії в Бачці й Срімі. Аж до першої світової війни місц. громадське життя скупчилося довкруги церкви: свящ., згодом і нар. вчителі були єдиними представниками інтелігенції. Спершу бачванські парафії підлягали угор. римо-кат. єпархії в Калочі, 1778 їх приєднано до новоутвореної хорв. уніятської парафії в Крижевцях, яка ще раніше мала духовну семінарію в Заґребі; серед єп. траплялися закарп. (Г.Палкович, Ю.Дрогобецький) та бачванські українці (Д.Няраді, Г.Букатко, Й.Сеґеді, А.Горняк-Кухар, Й.Гербут і С.Мікловш), що, крім належної духовної опіки, дбали й про розвиток культ. життя. З ініціативи духовенства засновано в Новому Саді 1919 Руске Народно-Просвітне Дружство (гол. о. М.Мудрий, фундатором його друкарні в Руському Керестурі був Д.Наряді), що з відділами в окремих селах повело жваву культ.осв. (драматичні й хорові гуртки, читальні, курси) та видавничу діяльність: 1921—1941 щорічний «Руски календар» за ред. о. Ю.Біндаса, тижневик «Руски новини» (1924—1941), дитячий місячник «Наша заградка» (1937—1941, ред. М.Ковач), альманахи, літ. твори, підручники для початкових клас нар. школи, церковн-рел. вид. Всю цю діяльність угор. окупаційна влада 1941—1944 припинила, а рештки давніших вид. знищила. Підтриманий закарп. русофілами й серб. колами москвофільський з проправос. тенденціями гурт світської інтелігенції організувався 1933 у Вербасі в Културно-Национални Союз Русинов в Югославии, що 1934—1941 видавав свій тижневик «Русская заря» (ред. Й.Кочіш) та щорічний «Русски народни календар Заря» (1935—1940, ред. Н.Олеяр) зі ст. говіркою, «язичіем» та рос. мовою. Саме представники цього гуртка визначали після 1945 р. культ. політику українськ. меншини, коли нова влада цілковито усунула священичу інтелігенцію українофільської орієнтації.
Прибулі одинцем, більшість без капіталу з Галичини, рідше з Закарпаття, в північн-зах. Боснію на вбогі ґрунти, поселенці починали тут від викорчовування лісів, і щойно, в 1930-х pp. праця їх рук стала давати екон. наслідки. Будовано церкви, організовано читальні, щадничі каси, кооперативи, приватне навчання української мови. В цю працю священичої інтелігенції включилася в 1930-х pp. студентська молодь з Заґребу. Першим душпастирем-місіонером серед поселенців був о. Андрій Сеґеді (1897—1909). 1902 й 1913 рр. їх відвідав митр. А.Шептицький, і 1907 року о. Й.Жука іменовано для них ген. вікарієм сараевського римо-кат. архієп. 1908 р. заложено в Камениці монастир студитів (серб. влада їх виселила 1922 р.), від 1910 р. присилано сюди з Галичини свящ., а 1914—1924 р. діяла тут апостольська адміністратура (о. мітрат О.Базюк), після чого тутешні парафії остаточно приєднано до Крижевецької єпархії.
Українську громаду в Заґребі, Сараєві, як і в Баня Луці, творили післяавстрійські залишенці-урядовці, згодом ще учасники визвольних змагань; в Заґребі діяла 1919 місія ЗУНР (гол. Д.Лукіянович), а з 1922 Товариство «Просвіта» (гол. А.Кравець, згодом В.Войтанівський) з філіями в українськ. місц. Боснії, Славонії, Срему, а також у Белграді, де постала невеличка українськ. колонія з евакуйованих з Туреччини кол. рос. громадян зі своєю громадою (гол. В.Андрієвський) та кубансько-козачою військ. організацією. Праця громади в Заґребі йшла гол. лінією нав'язування українськ.-хорв. взаємин та політ.-культ. інформації про українськ. питання: «Споменица» в 60-і роковини смерти Шевченка (1922), ст, в хорв. пресі («Hrvatska smotra», «Hrvatska straza», «Hrvatska revija», «Hrvatski dnevnik», «Hrvatski narod», «Novi vijek», «Obzor»), окремо видані переклади з Т.Шевченка, М.Вовчка, В.Стефаника, У. Самчука та ін. Низка хорватів-літераторів (І.Есіх, М.Будак, М.Старчевич) спричинилися до ширення правдивих інформацій про українські справи. Прибулий 1932 з Праги гурт студентів створив тут при «Просвіті» Студентську Громаду. Створене 1937 націоналістичне студентське товариство «Пробоєм» організувало хор (диригент М.Вінтонів), що об'їхав українськ. оселі, спричиняючися до піднесення нац. свідомости. У Керестурі тоді ж організовано «Союз руских школярох». 1938 Студентська Громада об'єдналася з «Пробоєм» у Студентське товариство «Дніпро». українською літературною мовою друковано 1933—1941 «Рідне Слово», гол. ред. М. Фірак, а 1937—1941 виходив українськ. Календар за редакцією О.Біляка. Виразником націоналістичного середовища став двомісячник (від 1942 двотижневик) «Думка» (1936—1944), в Заґребі й Керестурі зі ст. літ. мовою й бачванською говіркою (ред. о. С.Саламон, о. М.Бучко), з 1941 орган українські представництва в Хорватії під керівництвом В. Войтанівського, політ. пов'язаного з ОУН Мельника (їх політ. суперники оформилися в українськ. акад. товариство); воно й організувало українськ. легіон (бл. 1 500 осіб) при хорв. «домобрані» (армії), призначений для боротьби на сх. протибольш. фронті, куди його, однак, німці не пустили, але вжили до боротьби в границях Незалежної Держави Хорватії (НДХ), що важко відбилося На долі тамошньої української меншини. Організацію цього легіону українська інтелігенція в Боснії й Срімі підтримала саме тому, щоб відтягнути молодь з міжфронтя місц. боротьби сербів з хорватами. У висліді — легіон був частинно винищений і дезорганізувався, а його учасники й їх рідня зазнавали відплатних репресій. Тітовська влада й. сов. поліційні органи використали цей факт, як і протисов. наставлення тутешньої еміграції, для ліквідації української інтелігенції. Переслідувань зазнало й духовенство. українськ. осередки в Белграді й Заґребі самоліквідувалися. Воєнне лихоліття в Боснії стало причиною зменшення тут українськ. поселень: з підлісних околиць (Липениця, Дубрава, Камениця) українське населення вивтікало в Срем (Інджія), Бачку (Боджяни, Кула, Вуковар, Новий Вербас) чи еміґрувало то як «репатріянти» до Польщі, то нелеґально через Трієст до Австралії й північн Америки. У 1950-х pp. почали відновлюватися культ.-осв. товариства, працю яких спрямували офіційні українські просвітні ради в Приняворі й Баня Луці; їх заходами організовано від 1966 українське радіомовлення в Баня Луці та навчання української мови в нар. школах у Приняворі й Лішні (хорвачани в місцевості Трнопіль — Козарці). Центр культ. життя, однак, виразно пересунувся до Бачки.
Вл. 1500 бачвансько-срімських українців узяло участь у тітівському русі опору; тому нова влада, на відміну від окупаційної угор., підтримала бачвансько-українськ. культ. життя, усунувши від нього дотеперішніх керівників з-поміж духовенства, і в «Одборі секції за културну роботу русінох прі Союзі културно-просвітніх дружствох Войводіни», заснованому 1948 в Керестурі, як і в пресових органах, прийшли до слова антиукраїнофіли. Бачвансько-українськ. діалект заведено і в нар. шкільництві (9 шкіл) та гімназії в Керестурі й церкві. Дотеперішню пресу замінили видавані в Керестурі нові органи, редаговані в офіц. дусі: тижневик «Руске слово» (від 1945), дитячий місячник «Пионїрска заградка», літ. квартальний «Шветлосц»; 1965 — етапно виходить місячний літ.-мист. додаток до тижневика «Руске слово» під назвою «Литературне слово», двомісячник «Нова Думка». З 1949 радіостанція в Новому Саді включила в свою програму й пересилання бачванським діалектом, пізніше і телебачення. В Університеті в Новому Саді діє лекторах бачвансько-руської мови.
Окрему бачвансько-українськ. літературу започаткував Г. Костельник поемою-іділією «З мойого валала» (1904) та настроєвою й філос. лірикою й етногр.рел. нарисами. Крім зб. народних пісень, виданих О.Костельником і Д.Біндасом (1927), між війнами слід відзначити гол. зб. віршів Я.Фейси «Пупче» (1929) й «Русько-український альманах» (1936), зб. лірики й настроєвої прози бачванських авторів. Для потреб сцени перекладено на бачванську говірку твори українськ. репертуару («Наталка Полтавка» І.Котляревського, «Дай серцю волю» М.Кропивницького, «Безталанна» І. Тобілевича, «Ой, не ходи, Грицю» М.Старицького, «Украдене щастя», «Учитель» І. Франка), рос. (М.Островський, А.Чехов) та серб. (Нушич, Тріфкович, Стерія). Перекладав Петро Різнич, родом зі Сх. Поділля, а працював на тутешній сцені в 1939—1941 pp. й А.Шерегій. Обидва складали й власні мелодраматичні твори. Після 1945 лірику, оп. й драму опановує соц. та офіц. мемуарно-воєнна тематика («Ораче», «На швитаню» М.Ковача, «Вона нєвиновата» Й.Кочіша, «Огень в ноци» Я.Сабадоша); появляються зб. поезій (зокрема «Антолоґия поезиї бачванскосримских руских писательох», 1963; «Антолоґия дзециньскей поезиї», 1964) та прози («Одгук з ровнїни, зборнїк приповедкох 1941—1961», 1961).
Питанням норм літ. мови бачванських українців присвячені «Граматика бачванско-рускей бешеди» (1923) Г. Костельника та «Ґраматика» (1965) М. Кочіша.
До вивчення фолкльору бачванських українців найбільше спричинився В.Гнатюк зб. матеріалів: «Руські оселі в Бачці, в полудневій Угорщині», ЗНТШ т. 22, 1898, «Етнографічні матеріали з Угорської Руси», Етногр. збірник т. 9 (1900), 25 (1909), 29 (1910), 30 (1911); зб. народних пісень з мелодіями видав о. О.Тимко: «Наша писня» (1-3, 1953—1954); його ж для дітей «Мали соловей» (1953); хорові аранжування видав В.Жґанец: «Писнї юґославянских русинох» (1946).